# 格纳伦堡
格纳伦堡是德国下萨克森州的一个市镇。总面积122.91平方公里，总人口9203人，其中男性4588人，女性4615人（2011年12月31日），人口密度75人/平方公里。